# Paccelis Morlende
Paccelis Octave Morlende, (nacido el 19 de abril de 1981 en Creil, Francia) es un exjugador de baloncesto francés. Con 1.89 metros de estatura, juega en la posición de base. 

## Trayectoria
- JDA Dijon (2002-2004)
- Pallacanestro Treviso (2004-2005)
- Roseto Basket  (2005)
- CB Valladolid (2006)
- BCM Gravelines  (2006-2008)
- Ural Great Perm (2008)
- Hyères-Toulon Var Basket  (2010-2012)
- ASVEL Lyon-Villeurbanne (2012-2014)
- Bourg-en-Bresse (2014)
- Hermine de Nantes Atlantique (2015-2016)